# Nylandsnäs

Nylandsnäs är en by 7 km söder om Vännäs i Västerbotten. Byn med näraliggande områden – det vill säga Nylandsnäs, Kallhögen och Östra Nylandsnäs – har 21 invånare. I området finns det 14 registrerade bostäder, varav 3 endast utnyttjas som sommarbostäder.
Nylandsnäs ligger nära Vännäsmasten som är en 323 meter hög radio- och TV-mast belägen på Granlundsberget, i närheten av byn Rödtjärn i Vännäs kommun. Masten drivs och underhålls av statliga Teracom. 